# Bitwa pod Krzemieniem
Bitwa pod Krzemieniem miała miejsce 24 lipca 1792 roku podczas wojny polsko-rosyjskiej 1792.
Naczelny wódz Armii Wielkiego Księstwa Litewskiego Michał Zabiełło po wycofaniu się z Bielska przeprawił się 19 lipca przez Bug pod Grannem. Zamierzając powstrzymać armię rosyjską generała Kreczetnikowa na linii Bugu stanął pod Dzierzbami, około 3.5 kilometra od Krzemienia. Gdy 22 lipca do obozu Zabiełły przybyły posiłki z dywizji Arnolda Byszewskiego, armia litewska osiągnęła stan 12 000 żołnierzy i 12 dział. Tego samego dnia celem sforsowania Bugu pod Perlejewem stanęła awangarda armii Kreczetnikowa w sile 4500 żołnierzy i 12 dział, dowodzona przez generała majora Fiodora Denisowa. W tym samym czasie mający 3000 żołnierzy generał lejtnant Dołgorukow zamierzał przeprawić się przez Bug pod Drohiczynem, by zaatakować prawe skrzydło wojsk Zabiełły. By zapobiec tej przeprawie 23 lipca ruszył w kierunku Drohiczyna z 2000 żołnierzy generał lejtnant Grabowski. Gdy dostrzegł, że Rosjanie zdążyli przedostać się już na lewy brzeg, wrócił do obozu. Dołgorukow zrezygnował z zamiaru uderzenia na polskie skrzydło, natomiast Denisow 24 lipca wyparł pod Grannem litewskie straże i opanował most pontonowy. Po przejściu przez Bug Denisow po przygotowaniu artyleryjskim ruszył na siły litewskie. Zaskoczony Zabiełło zdołał opanować sytuację i odciągnął Denisowa od rzeki, szykując swe wojska w dwie linie załamane na skrzydłach do przodu.
Gdy Rosjanie zbliżyli się do litewskich stanowisk, Zabiełło otworzył ogień i natarł całym frontem. Denisow spróbował złamać atakiem jazdy prawe skrzydło litewskie, jednak kontraktak litewskiej kawalerii odrzucił jazdę rosyjską. Denisow w pore podjął decyzję o odwrocie, ratując swe wojska przed zniszczeniem. Szybki odwót Rosjan sprawił, że kawaleria narodowa nie zdążyła odciąć im drogi do mostu.
W bitwie, która trwała od godziny 5:00 do 7:00 wojska litewskie straciły około 100 ludzi, natomiast wojska rosyjskie - około 250 ludzi. Posiadający liczebną przewagę Zabiełło zdołał wciągnąć Denisowa w zasadzkę, nie udało mu się go jednak zniszczyć, gdyż rosyjski dowódca zbyt szybko dostrzegł niebezpieczeństwo i nakazał natychmiastowy odwrót. Zabiełło o godzinie 19:00 otrzymał wiadomość o marszu Dołgorukowa spod Drohiczyna i z tego powodu rozpoczął odwrót w kierunku Węgrowa.

## Literatura
- Mała Encyklopedia Wojskowa, Wydawnictwo Ministerstwa Obrony Narodowej, Warszawa 1967, Wydanie I, Tom 2